# Kola (Fluss)
Der Fluss Kola (russisch Кола) ist ein Fluss im nordwestlichsten Teil der Halbinsel Kola in der Oblast Murmansk in Russland. Der Fluss ist 83 km lang und hat ein Einzugsgebiet von  3.850 km². 
Der Fluss fließt aus dem See Kolosero nach Norden und mündet in die Kola-Bucht, etwa 10 km südlich von Murmansk. Der Fluss Tuloma mündet ebenfalls bei Kola in die Kola-Bucht, etwa einen Kilometer westlich der Kola. Die mittlere Abflussmenge beträgt 43,6 m³/s, es gibt jedoch starke saisonale Schwankungen. 
Die größten Nebenflüsse sind die Kiza (Кица) und Orlowka (Орловка) von rechts, die Tjuchta (Тюхта) und die Medweschja (Медвежья) von links. 
Die einzige Stadt am Fluss Kola ist die gleichnamige Stadt.